# Península de Sõrve

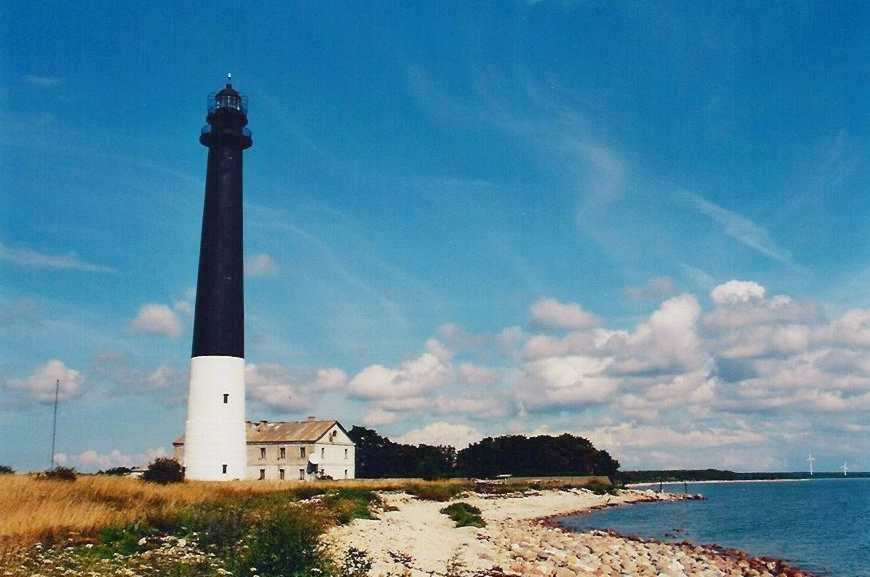
Faro de Sõrve.

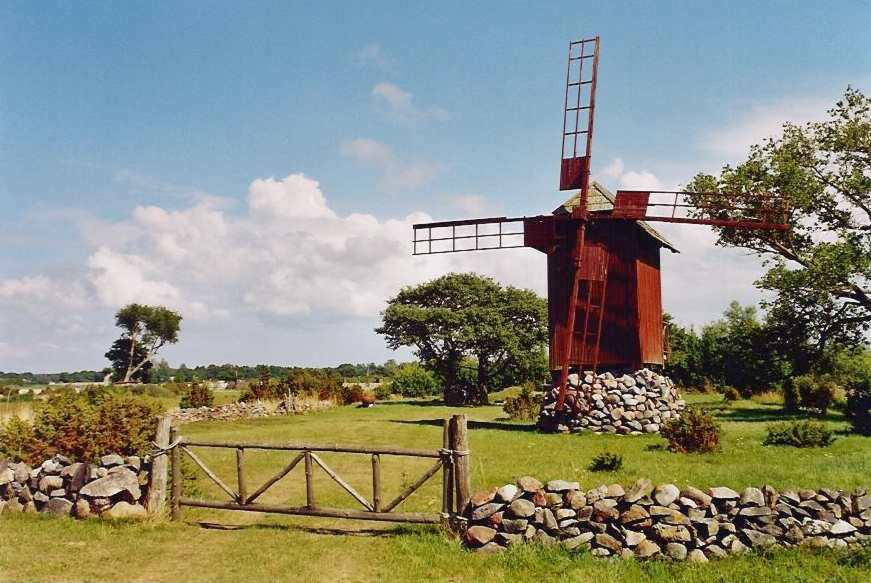
Típico molino de la isla, ubicado en la aldea de Ohessaare.

La península de Sõrve (en estonio: Sõrve poolsaar) es una península del mar Báltico situada al sur de la isla de Saaremaa, en Estonia.
La península de Sõrve destaca por sus atractivos naturales, en ella habitan muchas especies de aves, insectos y posee una rica flora. Representantes de esta última son el tejo europeo, el sorbus rupicola y la hiedra común. Al sur de la península en el cabo de Sõrve se encuentra un faro de 1960 de hormigón armado, que posee 52 metros de alto. El primer faro ubicado aquí fue mandado construir, en tiempos en que la isla pertenecía a Suecia, por el gobernador General de Livonia. Durante la Segunda Guerra Mundial en la península fueron instaladas una gran cantidad de minas terrestres, algunas de las cuales están por detectar, por lo que algunas zonas boscosas pueden ser peligrosas. En sus costas se pueden practicar deportes como el windsurf y el parapente. 

## Historia
La primera mención del lugar, con el nombre de Sworve, fue en el año 1234. Históricamente la península ha tenido una gran importancia ya que dominando el estrecho de Irbe se controlaba la entrada al golfo de Riga. Antes de la cristianización la región estaba habitada por los osilianos, pueblo dedicado en gran parte a la piratería. En 1917 el Imperio ruso instaló unas baterías costeras en la zona. Tras ocupar Estonia en 1940, la Unión Soviética reforzó las defensas construyendo fortificaciones y búnkeres. En el curso de la Segunda Guerra Mundial la zona fue el escenario de dos batallas: en 1941 cuando los alemanes atacaron las defensas soviéticas y en 1944 cuando ocurrió lo contrario, los soviéticos capturaron las posiciones alemanas. Especialmente cruenta fue esta última, conocida como batalla de Tehumardi, donde murieron aproximadamente 750 soldados soviéticos y alemanes. Los soldados alemanes muertos se encuentran enterrados en el cementerio militar de Kuressaare. Como recuerdo de esta batalla en 1966 se erigió un monumento conmemorativo de 21 metros de altura en la playa de Tehumardi y en 2004 otro recordando a los caídos alemanes. Ante la llegada de los soviéticos entre 2.000 y 3.000 personas fueron evacuadas de la península. Hasta la década de 1990 Sõrve albergó una artillería de cohetes para la defensa aérea de la Unión Soviética.

## Geografía
La península posee una longitud de 32 kilómetros, y una anchura máxima de 10 km. Su forma es parecida al mango de una sartén. Al norte, el río Salme, que es de hecho un canal (reminiscencia de la época en que Sõrve era una isla), delimita la península del resto de la isla. La parte norte de la península es la zona más estrecha, el istmo de Sõrve. La zona sur se extiende hasta el cabo homónimo más allá del cual se sitúan las islas Vesitükimaa, y el estrecho de Irbe, que es la principal conexión del golfo de Riga con el resto del mar Báltico. Los mayores ríos poseen un curso este-oeste, estos son el Lõu, el Sopi y el Jämala. Los principales lagos son el Jaandi, el Koltse y el Loodevahe. Además en la parte noroeste entre la península y la isla de Saaremaa se forman dos pequeñas bahías la de Ariste y la de Lõu.
La península está dividida administrativamente en dos municipios, al sur se encuentra Torgu, y al norte Salme, cuyo término municipal se extiende también fuera de la península. Ambos municipios pertenecen al condado de Saare.
Cerca de 400 personas, residentes durante todo el año, viven en Sõrve, la mayoría de los cuales son jubilados. Antes de la Segunda Guerra Mundial la península era una de las regiones rurales más densamente pobladas de Estonia.

### Clima
| Parámetros climáticos promedio de Sõrve (1991-2020)       | Parámetros climáticos promedio de Sõrve (1991-2020) | Parámetros climáticos promedio de Sõrve (1991-2020) | Parámetros climáticos promedio de Sõrve (1991-2020) | Parámetros climáticos promedio de Sõrve (1991-2020) | Parámetros climáticos promedio de Sõrve (1991-2020) | Parámetros climáticos promedio de Sõrve (1991-2020) | Parámetros climáticos promedio de Sõrve (1991-2020) | Parámetros climáticos promedio de Sõrve (1991-2020) | Parámetros climáticos promedio de Sõrve (1991-2020) | Parámetros climáticos promedio de Sõrve (1991-2020) | Parámetros climáticos promedio de Sõrve (1991-2020) | Parámetros climáticos promedio de Sõrve (1991-2020) | Parámetros climáticos promedio de Sõrve (1991-2020) |
| Mes                                                       | Ene.                                                | Feb.                                                | Mar.                                                | Abr.                                                | May.                                                | Jun.                                                | Jul.                                                | Ago.                                                | Sep.                                                | Oct.                                                | Nov.                                                | Dic.                                                | Anual                                               |
| --------------------------------------------------------- | --------------------------------------------------- | --------------------------------------------------- | --------------------------------------------------- | --------------------------------------------------- | --------------------------------------------------- | --------------------------------------------------- | --------------------------------------------------- | --------------------------------------------------- | --------------------------------------------------- | --------------------------------------------------- | --------------------------------------------------- | --------------------------------------------------- | --------------------------------------------------- |
| Temp. máx. abs. (°C)                                      | 7.9                                                 | 8.8                                                 | 13.2                                                | 20.9                                                | 26.8                                                | 30.0                                                | 30.0                                                | 28.5                                                | 25.3                                                | 18.7                                                | 14.3                                                | 10.1                                                | 30.0                                                |
| Temp. máx. media (°C)                                     | 1.2                                                 | 0.4                                                 | 2.4                                                 | 7.2                                                 | 12.9                                                | 17.2                                                | 20.4                                                | 20.1                                                | 16.1                                                | 10.7                                                | 6.3                                                 | 3.3                                                 | 9.9                                                 |
| Temp. media (°C)                                          | −0.5                                                | −1.4                                                | 0.4                                                 | 4.4                                                 | 9.6                                                 | 14.2                                                | 17.5                                                | 17.6                                                | 13.9                                                | 8.7                                                 | 4.7                                                 | 1.6                                                 | 7.6                                                 |
| Temp. mín. media (°C)                                     | −2.4                                                | −3.3                                                | −1.7                                                | 2.2                                                 | 6.9                                                 | 11.6                                                | 14.8                                                | 15.0                                                | 11.6                                                | 6.7                                                 | 3.0                                                 | −0.2                                                | 5.4                                                 |
| Temp. mín. abs. (°C)                                      | −29.5                                               | −29.7                                               | −26.4                                               | −14.4                                               | −4.6                                                | 1.4                                                 | 5.5                                                 | 6.0                                                 | −0.3                                                | −5.3                                                | −11.0                                               | −24.1                                               | −29.7                                               |
| Precipitación total (mm)                                  | 41                                                  | 33                                                  | 31                                                  | 28                                                  | 38                                                  | 48                                                  | 62                                                  | 75                                                  | 53                                                  | 70                                                  | 64                                                  | 47                                                  | 590                                                 |
| Días de precipitaciones (≥ 1 mm)                          | 10                                                  | 7                                                   | 8                                                   | 7                                                   | 6                                                   | 7                                                   | 8                                                   | 9                                                   | 11                                                  | 12                                                  | 14                                                  | 12                                                  | 111                                                 |
| Humedad relativa (%)                                      | 87                                                  | 87                                                  | 84                                                  | 82                                                  | 80                                                  | 82                                                  | 82                                                  | 81                                                  | 82                                                  | 83                                                  | 87                                                  | 86                                                  | 83.6                                                |
| Fuente: Servicio de meteorología e hidrografía de Estonia |                                                     |                                                     |                                                     |                                                     |                                                     |                                                     |                                                     |                                                     |                                                     |                                                     |                                                     |                                                     |                                                     |